# Groenpootruiter
De groenpootruiter (Tringa nebularia) is een vogel uit de familie van strandlopers en snippen (Scolopacidae).

## Kenmerken
De groenpootruiter is de grootste uit het geslacht Tringa (ruiters). Hij is 32 cm lang, gemiddeld 1 cm meer dan de zwarte ruiter en ruim 5 cm groter dan de tureluur. De groenpootruiter lijkt enigszins op de tureluur, maar is duidelijk te herkennen aan de groenachtige poten en de geheel donkere snavel, die bij de tureluur beiden oranje zijn. Ook ontbreekt bij de groenpootruiter de witte achterrand bij de vleugels. De roep van de groenpootruiter klinkt als tjuu, tjuu, tjuu. Tijdens de balts roept de vogel langdurig kluwuu. Verder is de vogel lichter dan de tureluur (in winterkleed), grijs van boven en met een lichte kop en hals. Hij heeft in vlucht witte wigvormige stuit en donkere vleugels. De snavel is heel licht omhoog gebogen. Deze ruiter wordt vaak samen gezien met andere ruiters zoals de zwarte ruiter, witgat en tureluur.

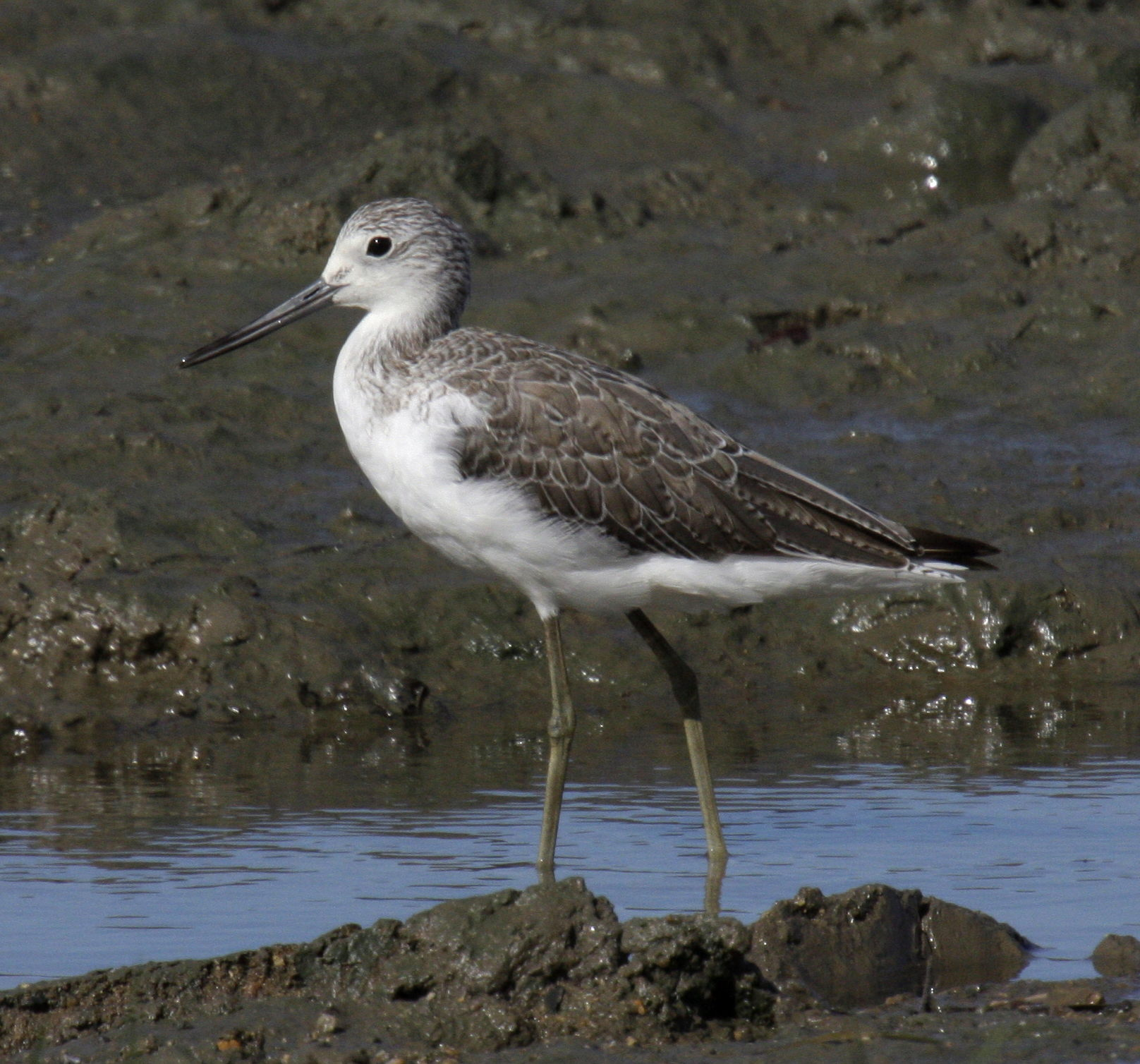
Onvolwassen groenpootruiter op het wad in Noordoost-Australië (Cairns)

## Leefwijze
Het voedsel bestaat vooral uit insecten, kleine kreeftjes, wormen en kleine visjes die hij vangt in ondiep water. Vaak rennen ze ook achter kleine, snelle visjes en garnalen aan.

## Voortplanting
De groenpootruiter broedt in een kuiltje op de grond in het gras of in de heide. Hierin leggen ze 4 eieren. Ze broeden één keer in het jaar tussen mei en juni.

## Verspreiding en leefgebied
Groenpootruiters komen in Nederland en België voor tijdens de maanden april tot november. Tijdens de broedtijd zijn ze in het noorden van Rusland, Scandinavië en het het noorden en westen van Schotland, terwijl ze in de winter voornamelijk in tropisch Afrika zijn, kleine aantallen overwinteren langs de kusten van de Middellandse Zee en Zuid-Engeland.

De vogel broedt ook in een breed gebied dwars door Siberië tot aan de Grote Oceaan. Deze broedvogels trekken naar overwinteringsgebieden in Azië en Australië.
Zijn habitat bestaat uit vochtige heidevelden en hoogveen, maar ook aan wadden of op slikken.

## Status
De groenpootruiter trekt in Nederland in vrij grote aantallen door. Op de najaarstrek (juli tot en met oktober) worden veel 'groenpoten' gezien, vooral in de zomermaanden juli en augustus. Op de voorjaarstrek in april en mei zijn de aantallen lager. Er is een opvallend verschil tussen het aantal observaties in het Waddengebied en dat in het Deltagebied (Zeeland). In Zeeland blijven de aantallen in september en oktober veel hoger.

De grootte van de totale populatie is in 2015 geschat op 0,44-1,5 miljoen vogels. Op de Rode lijst van de IUCN heeft deze soort de status niet bedreigd.

## Video
- Foeragerende groenpootruiter